# بوبي فورد
بوبي فورد (بالإنجليزية: Bobby Ford)‏ (22 سبتمبر 1974 ببرستل في المملكة المتحدة - ) هو لاعب كرة قدم بريطاني في مركز الوسط. لعب مع أكسفورد يونايتد وشيفيلد يونايتد ونادي باث سيتي.

## وصلات خارجية
- بوبي فورد على موقع قاعدة بيانات كرة القدم.إي يو (الإنجليزية)
- بوبي فورد على موقع Soccerbase.com (لاعب) (الإنجليزية)